# 1932年ロサンゼルスオリンピックのフランス選手団
1932年ロサンゼルスオリンピックのフランス選手団（1932ねんロサンゼルスオリンピックのフランスせんしゅだん）は、1932年7月30日から8月14日にかけてアメリカ合衆国のロサンゼルスで開催された1932年ロサンゼルスオリンピックのフランス選手団、およびその競技結果。

## 概要
今大会は金メダル10個、銀メダル5個、銅メダル4個の合計19個のメダルを獲得した。

## メダル
| メダル | 選手名                                                                      | 競技   | 種目                      |
| ------ | --------------------------------------------------------------------------- | ------ | ------------------------- |
| 金     | ルイ・シャーヨ フランス モリス・ペラン                                      | 自転車 | 男子タンデムスプリント    |
| 銀     | ジャン・タリス                                                              | 競泳   | 男子400m自由形            |
| 銀     | ルイ・シャーヨ                                                              | 自転車 | 男子スプリント            |
| 銀     | アンリ・ムイエファリヌ ポール・ショック アメデー・フルミエ ルネ・ルグレーヴ | 自転車 | 男子4000m団体追い抜き     |
| 銅     | ポール・ウィンテール                                                        | 陸上   | 男子円盤投                |
| 銅     | シャルル・ランプルベール                                                    | 自転車 | 男子1000mタイムトライアル |